# Haute-Borne (Noé)
La Haute-Borne appelée aussi la Borne Percée est située à Noé, dans le département de l'Yonne en France.

## Historique
La pierre est mentionnée  dans un procès-verbal du 8 août 1514 indiquant les limites géographiques de la commune limitrophe de Mâlay-le-Vicomte. Elle figure sur le plan cadastral de Noé de 1825. En 1883, la construction d'un nouveau chemin vicinal entraîne son déplacement dans un fossé où elle demeure jusqu'en 1935. Elle est classée en tant que « menhir » (sic) au titre des monuments historiques par arrêté du 19 avril 1939. En 1975, la pierre est à nouveau renversée et pour éviter qu'elle ne disparaisse le maire de Noé la fait transporter et sceller à côté de l'église. Elle a été réinstallée à son emplacement actuel le 27 août 1996.

## Description
La pierre mesure environ 1 m de hauteur pour moins de 0,30 m de largeur. Son origine mégalithique supposée est très incertaine. Il s'agit plus vraisemblablement d'une borne seigneuriale datée du Moyen Âge.

## Folklore
Selon une tradition rapportée en 1937, la pierre permettait de guérir les vaches stériles : l'animal devait faire un certain nombre de tours de la pierre et son propriétaire plaçait une obole dans le trou percé au sommet de la pierre.